# Trælanípa
Trælanípa – klif na wyspie Vágar, w archipelagu Wysp Owczych; ma wysokość 148 metrów. Jego nazwa w języku farerskim oznacza ścianę niewolników. Określenie to pochodzi z czasów wikingów, kiedy nieprzydatni w miejscowych gospodarstwach niewolnicy byli zrzucani stąd wprost do morza.
Charakterystyczny klif jest jednym z głównych celów podróży dla odwiedzających Wyspy Owcze. Można do niego dotrzeć pieszym szlakiem z miejscowości Miðvágur wzdłuż jeziora Sørvágsvatn. Istnieje możliwość wędrówki na klif z lokalnym przewodnikiem. Należy uważać, aby nie zbliżyć się zbyt blisko stromej krawędzi.
Około 600 metrów na zachód znajduje się 30–metrowy wodospad Bøsdalafossur. Z okolicy roztacza się widok na inne klify: Streymoy, Hestur, Koltur, Sandoy, Skúvoy i Suðuroy.